# Giuseppe degli Aromatari
Giuseppe degli Aromatari (Assisi, 25 marzo 1587 – Venezia, 16 luglio 1660) è stato un medico, letterato e botanico italiano.

## Biografia
Nato da una famiglia appartenente al ceto medio, studiò alle Università di Perugia e Padova, dove riuscì a laurearsi.
Allievo di Cesare Cremonini, entrò in forte polemica contro Alessandro Tassoni disputando la sua opera Considerazioni sopra le rime del Petrarca.
Compilò pure una raccolta Degli autori del ben parlare per Secolari e Religiosi edita a Venezia nel 1643.
Scientificamente rimase celebre per la sua unica opera, Disputatio de rabie contagiosa dove intuì che nei semi è già insita la futura pianta, rilevando inoltre, per lo stesso meccanismo, l'analogia esistente tra l'uovo degli animali e i semi delle piante.
Una lapide lo ricorda ad Assisi sulla sua casa natale, anche per gli studi sull'idrofobia.